# 碳氢键
碳氢键是指碳原子与氢原子之间的共价键，是有機化合物中最常看到的共价键。碳氢键的键长約1.09 Å (1.09 × 10−10 m)，鍵能約413 kJ/mol，相關於98.7kcal/mol（參見下方的表）。碳和氫的電負度分別是2.5及2.1，由於二者的電負度差只有0.4，因此碳氢键一般認為是非極性的共价键。
碳氢键的鍵長和碳原子的混成軌域有關，因此碳原子的混成軌域為sp3、sp2或sp，其對應的鍵長也會不同。
由於碳氢键在有機化合物中經常出現可見，其結構式中大都會省略氢原子。烴類是只含有碳氢键及碳-碳键的化合物，可分為烷烴、烯烴、炔烴、環烴及芳香烴。

## 反應
一般而言碳氢键相當穩定，不太容易產生反應。有些有機化合物中的碳氢键酸性夠強，可以使氫離子解離，這類的化合物一般稱為含碳酸（carbon acid），其共軛鹼為碳負離子。烷烴中不和氧、氮、碳等雜原子相鄰的碳氢键活性較弱，這類碳氢键一般只參與自由基取代反應。另一種和碳氢键有關的反應是碳氢键活化反應。
以下是在不同有機化合物中碳氢键的鍵能比較：
| 鍵結        | 碳氫官能基   | 鍵能 (kcal/mole) |
| ----------- | ------------ | ---------------- |
| CH3-H       | 甲基         | 103              |
| C2H5-H      | 乙基         | 98               |
| (CH3)2HC-H  | 異丙基       | 95               |
| (CH3)3C-H   | 叔丁基       | 93               |
| CH2=CH-H    | 乙烯基       | 112              |
| C6H5-H      | 苯基         | 110              |
| CH2=CHCH2-H | 烯丙基       | 88               |
| C6H5CH2-H   | 苄基         | 85               |
| OC4H7-H     | 四氢呋喃甲基 | 92               |

## 參照
- 氢